# ستودنیوس
ستودنیوس (به لاتین: Studeněves) یک منطقهٔ مسکونی در جمهوری چک است که در شهرستان کلادنو واقع شده‌است.